# Osieczna (województwo pomorskie)
Osieczna (niem. Hagenort) – wieś pogranicza borowiacko-kociewskiego w Polsce na obszarze Borów Tucholskich położona w województwie pomorskim, w powiecie starogardzkim, siedziba gminy Osieczna na trasie zawieszonej linii kolejowej nr 218 (Szlachta – Myślice).
W latach 1945–1975 miejscowość administracyjnie należała do tzw. dużego województwa gdańskiego, a w latach 1975–1998 do tzw. małego województwa gdańskiego.
Nazwa wsi pochodzi prawdopodobnie od słowa „osiekać”. Pierwsza wzmianka o wsi pochodzi z 1664. W 1906 miejsce strajku szkolnego.
Początek dzisiejszej Osiecznej dała osada smolarzy, do dzisiaj zachowały się pozostałości pieców smolarskich na pobliskich terenach. Wieś zwarta, w małym już stopniu o zabudowie drewnianej. 
Osieczna jest wsią gminną, w której znajduje się kościół parafialny pw. Niepokalanego Poczęcia Najświętszej Marii Panny z 1928, neorenesansowy o wolutowych szczytach, wieża z charakterystycznymi kolistymi płycinami.
We wsi znajdują się: Urząd Gminy, Gminny Ośrodek Pomocy Społecznej, Gminna Biblioteka Publiczna, Samorządowe Przedszkole Publiczne, Zespół Szkół Publicznych, NZOZ „Medicus”, apteka, poczta, przystanek PKS, sklepy, różnego rodzaju zakłady usługowe. 
Bezpieczeństwa publicznego strzeże na terenie sołectwa posterunek policji w Lubichowie. 
Na terenie sołectwa działa jednostka OSP (1928), Koło Gospodyń Wiejskich, Uczniowski Klub Sportowy „Drzewiarz” Osieczna, Stowarzyszenie Miłośników Ziemi Osieczańskiej, Stowarzyszenie na Rzecz Osób Niepełnosprawnych „Leśne Słoneczko”.
Przy Zespole Szkół Publicznych im. Lotników Wojska Polskiego w Osiecznej pomnik-samolot.